# 五苯基锑
五苯基锑是一种有机锑化合物，由五个苯基和一个锑原子组成，化学式 Sb(C6H5)5，简称SbPh5。

## 性质
五苯基锑是无色固体，熔点 169-170°C。
固体五苯基锑分子是四方锥型结构的。它和溶剂（例如环己烷和四氢呋喃，但不包括乙醚）形成的配合物是三角双锥结构的。五苯基锑溶液的分子结构也是三角双锥。然而在NMR的溶液中，五个苯基都是一样的。这可能是因为分子的形状不稳定，苯基的方向变化很快导致的。
五苯基锑是三斜晶系的，空间群 P1。它的晶格参数为 a=10.286、b=10.600 和c=13.594 Å，α=79.20°、β=70.43°和γ=119.52°。水平方向的 Sb-C 键长为 2.216 Å，垂直方向的 Sb-C 键长则为 2.115 Å。

## 反应
五苯基锑和多种试剂反应，取代一个或多个苯基。它和酸性氢反应会产生副产物苯，而卤素分子（或它们的合成子）会产生卤苯：
Ph5Sb + HOR → PhH + Ph4SbOR
Ph5Sb + HX → PhH + Ph4SbX
Ph5Sb + X2 → PhX + Ph4SbX
举个例子，五苯基锑和二羧酸反应，其中一个苯基被酸性氢取代。这会产生四苯基锑(V)阳离子。
五苯基锑加热分解成三苯基锑、联苯和对四联苯。
五苯基锑和溴反应，产生溴苯和四苯基溴化锑。它和溴化氢反应，生成四苯基溴化锑和苯。五苯基锑和甲醇的反应会产生四苯基甲氧基锑和三苯基二甲氧基锑。它和四氯化碳反应，产生四苯基氯化锑、苯和氯苯。上面的所有反应似乎都涉及苯基自由基。

## 制备
五苯基锑可以由二氯三苯基锑和苯基锂反应而成。

## 扩展阅读
- Smirnova, N.N.; Letyanina, I.A.; Larina, V.N.; Markin, A.V.; Sharutin, V.V.; Senchurin, V.S. . The Journal of Chemical Thermodynamics. January 2009, 41 (1): 46–50. doi:10.1016/j.jct.2008.08.002.
- Brock, C. P.; Ibers, J. A. . Acta Crystallographica Section A. 1976-01-01, 32 (1): 38–42. doi:10.1107/S0567739476000065.